# ميبفرين
الميبفرين (بالإنجليزية: Mebeverine)‏ عقار دوائي مهدئ ومرخي للتقلصات في القناة الهضمية.

## المفعول
مهدئ ومزيل للتقلصات العضلية مع تأثير قوي ومميز على مجموعة العضلات الملساء للقناة الهضمية وخاصةً القولون.

## الاستطبابات
الاضطرابات التقلصية لوظائف القولون :
- أعراض تهيج القولون في مراحلها الأولى.
- أعراض تهيج القولون المصحوبة باضطرابات عضوية في القناة الهضمية.

## الجرعة وطريقة الاستعمال

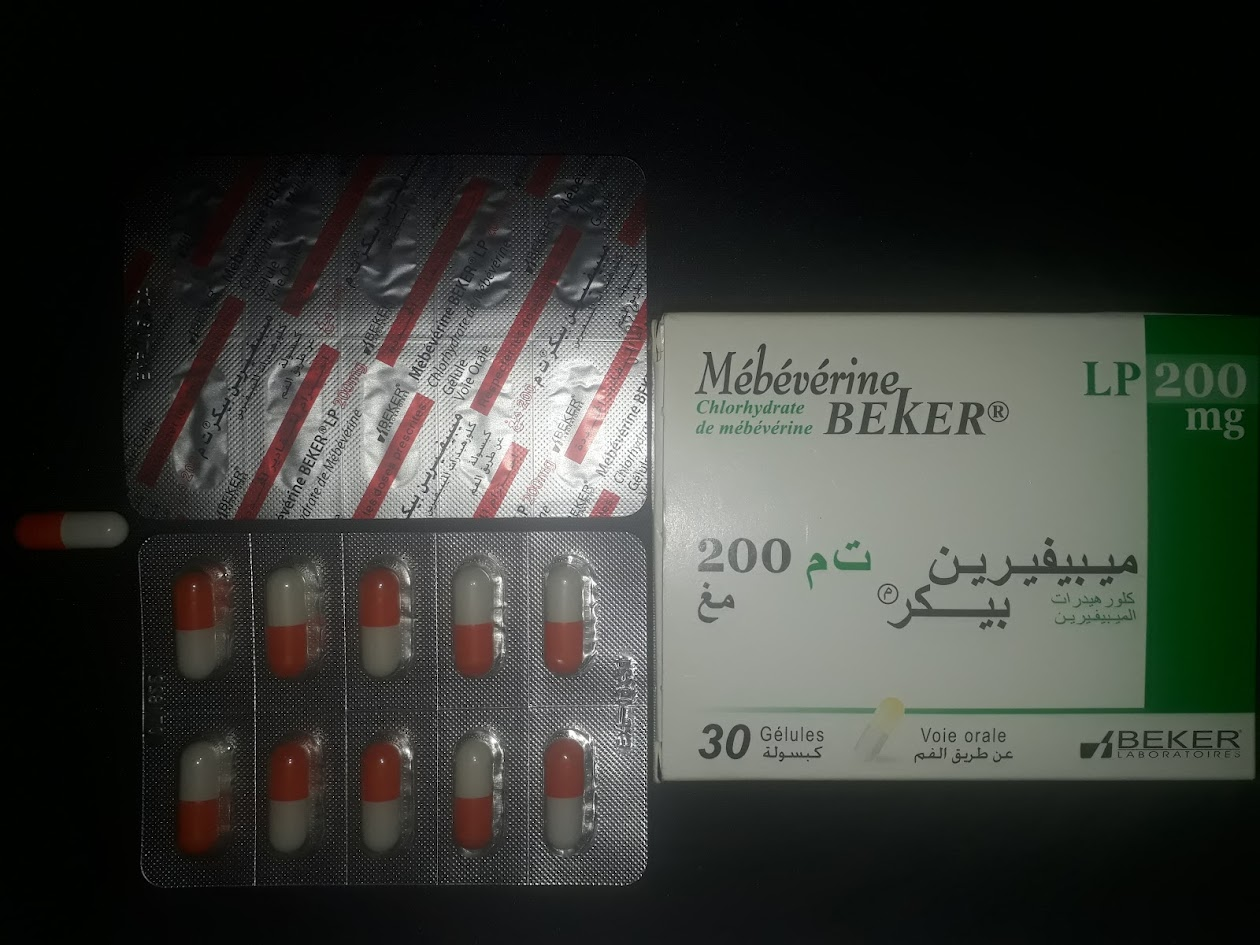
أقراص كلورهيدرات الميبيفيرين 200 مغ.

قرص واحد 3 مرات باليوم قبل الطعام بـ 20 دقيقة، وعند الشعور بالتحسن يمكن تخفيف الجرعة تدريجياً بعد عدة أسابيع.
وأحيانأعلى حسب رأي الطبيب

## موانع الاستعمال
لا توجد أعراض جانبية للعقار مماثلة للالاتروبين لذلك يمكن استخدامه بأمان لدى المرضى الذين يعانون من ضخامة البروستات أو الجلوكوما.
يجب تجنب العلاج من قبل المرضى الذين لديهم شلل معوي.

## الأثار الجانبية
عموماً نادرة ويمكن احتمالها وأهمها حساسية جلدية.

## الاحتياطات والتحذيرات
- لا ينصح باستعماله خلال فترة الحمل رغم سلامة التجارب على الفئران بالمختبرات.
- يجب تجنب استعمال الدواء لدى المرضى الذين يعانون من البورفيريا الحادة.

## الاسم التجاري
يسوق الدواء تحت أسماء تجارية كثيرة، ولكن أكثر اسم تجاري معروف هو كولوفاك ميبفرين ودوسباتالين Duspatalinو الميباجين Mebagen.

## العبوة
عبوة تحتوي 30 قرص مغلف، وفي كل قرص 135 ملف ميبفرين هيدروكلورايد.

## وصلات خارجية
Mebeverine hydrochloride